# Gestión de ganancias
La gestión de ganancias, en contabilidad, es el acto de influir intencionadamente en el proceso de información financiera para obtener algún beneficio privado. La gestión de ganancias implica la alteración de los informes financieros para engañar a las partes interesadas sobre el rendimiento subyacente de la organización, o para "influir en los resultados contractuales que dependen de las cifras contables comunicadas".
La gestión de ganancias tiene un efecto negativo en la calidad de los mismos y puede debilitar la credibilidad de la información financiera. Además, en un discurso pronunciado en 1998, el presidente de la Comisión de Bolsa y Valores, Arthur Levitt, calificó la gestión de ganancias de "generalizada". A pesar de su omnipresencia, la complejidad de las normas contables puede dificultar la detección de la gestión de ganancias por parte de los inversores particulares.

## Ocurrencia y respuesta de los reguladores
Se cree que la gestión de ganancias está muy extendida. Un informe de 1990 sobre situaciones de gestión de ganancias afirmaba que "los beneficios a corto plazo se gestionan en muchas empresas, si no en todas", y en un discurso de 1998, el presidente de la Securities and Exchange Commission (SEC), Arthur Levitt, calificó la gestión de beneficios de "costumbre generalizada, pero demasiado poco cuestionada". En un ensayo de 2013, Ray Ball, aunque opinaba que la investigación contable no documentaba de forma fiable la gestión de ganancias, escribía: "Por supuesto que la gestión de ganancias existe. [...] Se ha juzgado y condenado a personas"Un informe de 2020 indicaba que la gestión de ganancias era el tipo más común de fraude contable contra el que la SEC ha tomado medidas en el marco de su programa de denuncias.
La SEC ha criticado la gestión de ganancias por tener consecuencias adversas para la información financiera y por enmascarar "las verdaderas consecuencias de las decisiones de la dirección". Ha instado a los legisladores a introducir cambios en las normas contables para mejorar la transparencia de los estados financieros y ha pedido una mayor supervisión del proceso de información financiera. La SEC también ha presentado cargos contra la dirección de empresas implicadas en la gestión fraudulenta de ganancias.

## Motivaciones y métodos
La gestión de los ganancias implica la manipulación de los beneficios de la empresa hacia un objetivo predeterminado. Este objetivo puede estar 
motivado por una preferencia por unos beneficios más estables, en cuyo caso se dice que la dirección está llevando a cabo una suavización de los ingresos.La suavización oportunista de los ingresos puede, a su vez, señalar un menor riesgo y aumentar el valor de mercado de una empresa.Otras posibles motivaciones para la gestión de los ganancias incluyen la necesidad de mantener los niveles de determinados ratios contables debido a los convenios de deuda, y la presión para mantener unos beneficios crecientes y superar los objetivos de los analistas.
La gestión de ganancias puede implicar el aprovechamiento de oportunidades para tomar decisiones contables que modifiquen la cifra de beneficios que figura en los estados financieros. A su vez, las decisiones contables pueden afectar a los beneficios porque pueden influir en el calendario de las transacciones y en las estimaciones utilizadas en la información financiera. Por ejemplo, un cambio comparativamente pequeño en las estimaciones de las cuentas incobrables puede tener un efecto significativo en los ingresos netos, y una empresa que utilice la contabilidad de últimas entradas, primeras salidas para las existencias puede aumentar los ingresos netos en épocas de subida de precios retrasando las compras a periodos futuros.

## Detección de la gestión de ganancias
La gestión de ganancias puede ser difícil de detectar para los inversores individuales debido a la complejidad de las normas contables, aunque los investigadores contables han propuesto varios métodos. Por ejemplo, la investigación ha demostrado que las empresas con grandes devengos y estructuras de gobierno débiles tienen más probabilidades de estar involucradas en la gestión de ganancias. Investigaciones más recientes sugieren que los métodos basados en la lingüística pueden detectar la manipulación financiera, por ejemplo, estudios realizados en 2012 encontraron que si se produjo una irregularidad posterior o una reexpresión engañosa está relacionada con la lingüística utilizada por la alta dirección en las conferencias telefónicas sobre beneficios.